# Stockholm-Bromma Lufthavn
Stockholm-Bromma Lufthavn, (IATA: BMA, ICAO: ESSB) er en lufthavn der ligger 7.4 km nord/vest for centrum af Stockholm, Sverige. I 2009 ekspederede den 1.968.139 passagerer og 31.951 starter/landinger.
På grund af lufthavnens tætte placering på byen er der strenge lydkrav til flyene, og starter og landinger er ikke tilladt efter kl. 22.00. Der er flest indenrigsruter fra Bromma, men der flyves også til bl.a Billund, Aarhus og Helsinki af det danske selskab SUN-AIR.